# Anton Jansson
Charles Anton Jansson, född 3 december 1880 i Örebro, död 10 juli 1963 i Örebro, son till snickaren Carl Fredrik Jansson och dennes gemål Johanna Jansdotter, var en svensk tidningsman och entomolog. 
Han var yrkesverksam som tidningsman i Örebro men gjorde sin bestående och internationellt erkända insats som entomolog, och blev en mycket framstående kännare av skalbaggar (Coleoptera) och småsteklar (Microhymenoptera). Han blev filosofie hedersdoktor i Uppsala 1944.  Han utgav åtskilliga uppsatser och boken  Die Insekten- Myropoden- und Isopodenfauna der Gotska Sandön (1925). 